# 悠真倫
悠真 倫（ゆうま りん、9月14日 - ）は、宝塚歌劇団専科に所属する男役。元花組副組長。
大阪府豊中市、聖母被昇天学院高等学校出身。身長168cm。愛称は「まりん」、「るいこ」。

## 来歴
1993年、宝塚音楽学校入学。
1995年、音楽学校卒業後、宝塚歌劇団に81期生として入団。入団時の成績は11番。星組公演「国境のない地図」で初舞台。その後、花組に配属。
2012年3月19日付で花組副組長に就任。
2014年5月12日付で専科へ異動となる。
専科異動後は、堅実な芝居と声量のある歌声で幅広い役柄を演じ、各組に特別出演を続けている。

## 主な舞台

### 初舞台
- 1995年3 - 5月、星組『国境のない地図』（宝塚大劇場のみ）[2]

### 花組時代
- 1995年6 - 11月、『エデンの東』『ダンディズム!』
- 1996年1 - 4月、『花は花なり』『ハイペリオン』
- 1996年6 - 8月、『ハウ・トゥー・サクシード』（宝塚大劇場） - 新人公演：オヴィントン（本役：初風緑）
- 1996年9 - 10月、『エデンの東』『ダンディズム!』（全国ツアー）
- 1996年11月、『ハウ・トゥー・サクシード』（東京宝塚劇場） - 新人公演：オヴィントン（本役：初風緑）
- 1997年2 - 3月、『失われた楽園』『サザンクロス・レビュー』（宝塚大劇場）
- 1997年4 - 5月、『君に恋して ラビリンス!』（バウホール）
- 1997年6月、『失われた楽園』『サザンクロス・レビュー』（東京宝塚劇場）
- 1997年8 - 9月、『ザッツ・レビュー』（宝塚大劇場） - 新人公演：弥太（本役：霧矢大夢）
- 1997年10 - 11月、『ブルー・スワン』（バウホール・日本青年館・愛知県芸術劇場）
- 1997年12月、『ザッツ・レビュー』（東京宝塚劇場） - 新人公演：弥太（本役：水夏希）
- 1998年3月、『ヴェロニック』（バウホール）
- 1998年5 - 6月、『SPEAKEASY』『スナイパー』（宝塚大劇場）
- 1998年7月、『ヴェロニック』（日本青年館）
- 1998年8 - 10月、『SPEAKEASY』『スナイパー』（1000days劇場）
- 1998年10 - 11月、『春ふたたび』『サザンクロス・レビュー』（全国ツアー）
- 1999年1 - 2月、『夜明けの序曲』（宝塚大劇場） - 新人公演：三上繁（本役：岸香織）
- 1999年3月、『冬物語』（バウホール）
- 1999年4 - 5月、『夜明けの序曲』（1000days劇場） - 新人公演：三上繁（本役：岸香織）
- 1999年6 - 7月、『ロミオとジュリエット'99』（バウホール）
- 1999年8 - 12月、『タンゴ・アルゼンチーノ』 - 新人公演：アントニオ（本役：矢吹翔）『ザ・レビュー'99』
- 2000年1 - 2月、『冬物語』（バウホール・日本青年館）
- 2000年4 - 8月、『源氏物語 あさきゆめみし』 - 新人公演：明石の入道（本役：星原美沙緒）『ザ・ビューティーズ!』
- 2000年9月、『トム・ジョーンズの華麗なる冒険』（バウホール・日本青年館）
- 2000年11 - 12月、『ルートヴィヒII世』 - 新人公演：リヒャルト・ワーグナー（本役：星原美沙緒）『Asian Sunrise』（宝塚大劇場）
- 2001年2 - 3月、『ルートヴィヒII世』 - 新人公演：リヒャルト・ワーグナー（本役：星原美沙緒）『Asian Sunrise』（東京宝塚劇場）
- 2001年4 - 5月、『マノン』（バウホール・日本青年館） - アルトゥーロ
- 2001年7 - 8月、『ミケランジェロ』 - 新人公演：ユリウス2世（本役：汝鳥伶／夏美よう）『VIVA!』（宝塚大劇場）
- 2001年9 - 11月、『ミケランジェロ』 - 新人公演：ユリウス二世（本役：未沙のえる）『VIVA!』（東京宝塚劇場）
- 2002年3 - 4月、『琥珀色の雨にぬれて』 - ギャルソン『Cocktail』（宝塚大劇場）
- 2002年4月、専科・花組『風と共に去りぬ』（日生劇場） - スタンレー／北軍の伍長
- 2002年5 - 6月、『琥珀色の雨にぬれて』 - ギャルソン『Cocktail』（東京宝塚劇場）
- 2002年8月、『月の燈影（ほかげ）』（バウホール・日本青年館） - 大八木七兵衛
- 2002年10 - 2003年2月、『エリザベート』 - ケンペン男爵
- 2003年3月、『おーい春風さん』 - 船頭正次郎『恋天狗』 - 権六（バウホール）
- 2003年5 - 9月、『野風の笛』 - 傀儡師・卯波『レヴュー誕生』
- 2003年10月、『二都物語』（バウホール・日本青年館） - ストライバー
- 2004年1 - 5月、『飛翔無限』 - 出語り『アプローズ・タカラヅカ!』
- 2004年5 - 6月、『NAKED CITY』（バウホール・日本青年館） - ジム
- 2004年8 - 11月、『La Esperanza（ラ・エスペランサ）』 - ヒルベルト『TAKARAZUKA舞夢!』
- 2004年12 - 2005年1月、『天の鼓-夢幻とこそなりにけれ-』（ドラマシティ・日本青年館） - 藤原伊尹
- 2005年3 - 7月、『マラケシュ・紅の墓標』 - マクノートン『エンター・ザ・レビュー』
- 2005年9月、『Ernest in Love（アーネスト イン ラブ）』（日生劇場） - パーキンス／チャジュブル
- 2005年11 - 2006年2月、『落陽のパレルモ』 - ステファーノ・フォンディ『ASIAN WINDS!』
- 2006年3 - 4月、『スカウト』（バウホール） - フランク
- 2006年6 - 10月、『ファントム』 - モンシャルマン
- 2006年11 - 12月、『うたかたの恋』 - ロシェック『エンター・ザ・レビュー』（全国ツアー）
- 2007年2 - 5月、『明智小五郎の事件簿-黒蜥蜴（トカゲ）』 - 支配人『TUXEDO JAZZ（タキシード ジャズ）』
- 2007年7月、『源氏物語 あさきゆめみしII』（梅田芸術劇場） - 翁
- 2007年9 - 12月、『アデュー・マルセイユ』 - ビゴー／マルク『ラブ・シンフォニー』
- 2008年2月、『メランコリック・ジゴロ』 - マチウ『ラブ・シンフォニーII』（中日劇場）
- 2008年5 - 8月、『愛と死のアラビア』 - ザイド『Red Hot Sea』
- 2008年10月、『銀ちゃんの恋』（ドラマシティ・日本青年館） - 監督／自治会長
- 2009年1 - 3月、『太王四神記』 - ヒョンス／フッケ将軍
- 2009年5 - 6月、『オグリ!』（バウホール・日本青年館） - 大納言
- 2009年7月、『フィフティ・フィフティ』（バウホール） - モーリス
- 2009年9 - 11月、『外伝 ベルサイユのばら-アンドレ編-』 - ドギーヌ夫人『EXCITER!!』
- 2010年1月、『BUND／NEON 上海』（バウホール） - 張嘯林
- 2010年3 - 5月、『虞美人』 - 宋義
- 2010年7 - 10月、『麗しのサブリナ』 - オリバー『EXCITER!!』
- 2010年11 - 12月、『メランコリック・ジゴロ』 - 浮浪者『ラブ・シンフォニー』（全国ツアー）
- 2011年2 - 4月、『愛のプレリュード』 - ドイル・ローレン『Le Paradis!!（ル パラディ）』
- 2011年6 - 9月、『ファントム』 - ルドゥ警部
- 2011年10 - 11月、『カナリア』（ドラマシティ・日本青年館） - パシャ
- 2012年1 - 3月、『復活-恋が終わり、愛が残った-』 - ワーニコフ刑務所長『カノン』
- 2012年5月、『近松・恋の道行』（バウホール・日本青年館） - 竹田出雲
- 2012年7 - 10月、『サン＝テグジュペリ』 - アンドレ・プレヴォー『CONGA!!』
- 2012年12月、専科『おかしな二人』（日本青年館） - マレー
- 2013年2 - 5月、『オーシャンズ11』 - ソール・ブルーム
- 2013年6月、『フォーエバー・ガーシュイン』（バウホール） - ポール・ホワイトマン
- 2013年8 - 11月、『愛と革命の詩（うた）-アンドレア・シェニエ-』 - アルフォンス・ルーシェ『Mr. Swing!』
- 2014年2 - 5月、『ラスト・タイクーン -ハリウッドの帝王、不滅の愛-』 - ピート・ザブラス『TAKARAZUKA ∞ 夢眩』

### 専科時代
- 2014年6 - 7月、花組『ノクターン-遠い夏の日の記憶-』（バウホール） - ヴォンファーチ
- 2014年8 - 11月、花組『エリザベート-愛と死の輪舞（ロンド）-』 - マックス公爵
- 2015年1月、花組『Ernest in Love』（東京国際フォーラム） - ブラックネル
- 2015年6 - 7月、星組『キャッチ・ミー・イフ・ユー・キャン』（赤坂ACTシアター・ドラマシティ） - ロジャー・ストロング
- 2015年8月、専科『オイディプス王』（バウホール） - コリントスの使者
- 2015年10月、宙組『相続人の肖像』（バウホール） - ロザムンド
- 2016年2 - 3月、花組『Ernest in Love』（梅田芸術劇場・中日劇場） - ブラックネル
- 2016年7 - 10月、宙組『エリザベート-愛と死の輪舞（ロンド）-』 - マックス公爵
- 2017年1月、星組『燃ゆる風-軍師・竹中半兵衛-』（バウホール） - 木下藤吉郎（羽柴秀吉）
- 2017年4 - 7月、雪組『幕末太陽傳（ばくまつたいようでん）』 - 仏壇屋倉造
- 2017年11月、専科『神家（こうや）の七人（しちにん）』（バウホール） - ハリー・スミス
- 2018年6 - 7月、月組『THE LAST PARTY〜S. Fitzgerald’s last day〜』（日本青年館・ドラマシティ） - YUMA／マックスウェル・パーキンズ（マックス）
- 2018年11 - 12月、花組『蘭陵王（らんりょうおう）-美しすぎる武将-』（ドラマシティ・KAAT神奈川芸術劇場） - 斛律光
- 2019年1 - 2月、専科『パパ・アイ・ラブ・ユー』（バウホール） - ヒューバート・ポニー
- 2019年9月、宙組『リッツ・ホテルくらいに大きなダイヤモンド』（バウホール） - アレキサンドル
- 2019年11 - 12月、星組『ロックオペラ モーツァルト』（梅田芸術劇場・東京建物 Brillia HALL） - レオポルト・モーツァルト
- 2020年8月、宙組『壮麗帝』（ドラマシティ） - マトラークチュ
- 2021年8 - 9月、花組『銀ちゃんの恋』（KAAT神奈川芸術劇場・ドラマシティ） - 監督（大道寺）／自治会長
- 2022年2月、星組『王家に捧ぐ歌』（御園座） - ファラオ[6]
- 2022年7 - 8月、雪組『心中・恋の大和路』（ドラマシティ・日本青年館） - 藤屋
- 2022年10 - 12月、雪組『蒼穹の昴』 - 栄禄
- 2023年6月、月組『月の燈影（ほかげ）』（バウホール） - 丑右衛門[7]
- 2023年7 - 8月、宙組『Xcalibur エクスカリバー』（東京建物 Brillia HALL） - ウルフスタン
- 2024年7 - 10月、雪組『ベルサイユのばら-フェルゼン編-』 - ブイエ将軍
- 2025年1 - 2月、星組『にぎたつの海に月出づ』（バウホール） - 観勒僧正
- 2025年7 - 11月、月組『GUYS AND DOLLS』 - アーヴァイド・アバナシー

## 出演イベント
- 1997年7月、第三回『アキコ・カンダレッスン発表会』
- 1997年12月、『アデュー東京宝塚劇場』
- 1999年10月、『茂山忠三郎レッスン発表会』
- 2001年1月、『花組エンカレッジ・コンサート』
- 2001年8月、『花組-リプライズ-エンカレッジ・コンサート』
- 2002年10月、第43回『宝塚舞踊会』
- 2002年12月、『吉崎憲治オリジナルコンサート』
- 2004年11月、『ベルサイユのばら30』
- 2006年5月、『花組エンカレッジ・コンサート』[8]
- 2007年8月、壮一帆ディナーショー『So!-Fantastic Radio Station-』[9]
- 2008年11月、第6回『イゾラベッラ サロンコンサート』 主演[2]
- 2017年8月、轟悠ディナーショー『Yū, Sol y Sombra』[10]
- 2021年4月、『エリザベート TAKARAZUKA25周年スペシャル・ガラ・コンサート』[注釈 1][11]

## 受賞歴
- 2011年、『阪急すみれ会パンジー賞』 - 助演賞[12]
- 2017年、『宝塚歌劇団年度賞』 - 2016年度努力賞[13]
- 2022年、『阪急すみれ会パンジー賞』 - 助演賞[14]